# Кирпу, Эрика
Эрика Кирпу (эст. Erika Kirpu, род. 22 июня 1992 в Москве, Россия) — эстонская фехтовальщица на шпагах, олимпийская чемпионка, чемпионка мира, двукратная чемпионка Европы, призёр чемпионатов мира и Европейских игр.
Её мать — Ирина Сатаненко — украинка, а отец — Виктор Кирпу — эстонец. Эрика Кирпу родилась в Москве, но воспитывалась в Тарту. Ей родным языком является русский, но она владеет также эстонским, английским и итальянским языками.

## Спортивные достижения
В команде с Юлией Беляевой, Ириной Эмбрих и Кристиной Кууск завоевала бронзу чемпионата Европы в Леньяно в 2012 году, а затем золото в Загребе в 2013 году.
На чемпионате Мира по фехтованию 2014 года в Казани сумела выиграть бронзовую медаль в индивидуальной шпаге. Затем со своими подругами по команде, в последний день соревнований, Кирпу завоевала серебро в командных соревнованиях. В финале они проиграли только россиянкам. В 2015 году на чемпионате Европы, проходившем в швейцарском городе Монтрё. В составе сборной Эстонии завоевала серебряные медали. В этом же году на Первых европейских играх завоевала бронзовую медаль в дисциплине — шпага.
В июне 2016 года в командном турнире завоевала золотую медаль на чемпионате Европы в Торуне.
В 2017 году на чемпионате мира Эрика стала чемпионкой мира, одержав первую в истории Эстонии победу в командном первенстве.
В 2018 году эстонская шпажистка поднялась на третью строчку пьедестала почёта на континентальном чемпионате в командном турнире.
На летних Олимпийских играх 2020 в Токио завоевала золотую медаль в командной шпаге.

## Государственные награды
- Кавалер ордена Белой звезды 2 класса (Эстония, 2022 год)[8][9]